# 戀禁術師
《戀禁術師》（韓語：연금술사）由許齡智、韓基雄、柳娥羅等人所主演的2015年韓國電視劇。講述學校內禁止談戀愛的社團為主軸。「戀禁術師」是「戀愛禁止技術師」的縮寫，是劇中大學社團的名字。

## 演員列表

### 主演人物
| 演員   | 角色   | 介紹                                                     |
| 許齡智 | 吳齡智 | 戀禁術師社團社員，20歲大一生，喜歡徐俊吾才加入戀禁愛社團 |
| 韓基雄 | 徐俊吾 | 戀禁術師社團社長                                         |
| 秀雄   | 禹敏宇 | 熱愛說唱，喜歡吳齡智，後來告白被拒絕                     |

### 戀禁愛士社成員
| 演員   | 角色   | 介紹                                                       |
| 柳娥羅 | 柳真雅 | 吳齡智的室友，戀愛中的少女                                 |
| 宋海娜 | 盧京河 | 戀禁術師社團社員，喜歡金榮一，後與金榮一交往               |
| 瑄友   | 金榮一 | 戀禁術師社團社員，喜歡盧京河，後與盧京河交往               |
| 曹惠晶 | 李雅利 | 戀禁術師社團社員，喜歡李亨民，後與李亨民交往，父親為李斗日 |
| 金鐘勳 | 李亨民 | 戀禁術師社團社員，喜歡李雅利，後與李雅利交往               |

### 其他角色
| 演員   | 角色   | 介紹                   |
| 金宗勳 | 李斗日 | 女兒為李雅利，是位老師 |
| 安友淵 | 炳浩   |                        |

## 外部連結
- 韓國MBC Every1官方網站